# زلزال سيستان وبلوتشستان 2013
زلزال سيستان وبلوتشستان هو زلزال وقع يوم 16 أبريل 2013 م قرب بلدة سراوان وخاش في مقاطعة سراوان الواقعة في محافظة سيستان وبلوتشستان الإيراني.
بلغت قوته 7.8 درجة على مقياس ريختر.

## الزلزال
في 15:14 بالتوقيت المحلي الإيراني (10:44 بالتوقيت العالمي الموحد) في 16 أبريل، 2013، ضرب زلزال جنوب شرقي إيران، في مقاطعة سيستان وبلوتشستان. وقع الزلزال في عمق 95 كم بالقرب من بلدتي سراوان وخاش.
وذكر الهلال الأحمر الإيراني أنه يتوقع عددًا قليلًا من القتلى، لأن بؤرة الزلزال كانت في منطقة صحراوية غير مسكونة. وشعر بهزات الزلزال سكان كراتشي وكويتا في باكستان ونيو دلهي في الهند.

### الأماكن المحيطة
حصلت هزات أرضية شعر بها السكان في أجزاء من أفغانستان وعمان والإمارات والبحرين وقطر والكويت و أجزاء أخرى في شرق السعودية مثل مدينة الدمام ومدينة الخبر ومدينة القطيف 